# Aliénor Surmely
Aliénor Surmely, née le 12 février 1998, est une joueuse française de handball évoluant au poste d'ailière gauche au Lomme Lille Métropole handball.

## Biographie
Issue des équipes jeune du Handball Club Saint-Amand-les-Eaux Porte du Hainaut, elle participe à la montée du club en deuxième division lors de la saison 2014-2015 et découvre ce niveau dès la saison 2015-2016. À l'issue de la saison 2017-2018, elle participe à la montée du club en LFH. 

## Palmarès

### En club
Néant